# 彭小莲
彭小莲（1953年6月26日—2019年6月19日），湖南茶陵人，中国大陆电影导演、编剧和作家。她所指导的电影《上海纪事》荣获第五届华表奖“最佳故事片”奖，而她本人也凭借电影《美丽上海》获得第24届中国电影金鸡奖最佳导演。

## 生平

### 早年生活
彭小莲于1953年6月26日出生于中国湖南省湘潭地区的茶陵县（现属株洲市），她是她父母最小的女儿。
彭小莲的父亲是彭柏山，曾是诗人和小说家，后加入中国左翼作家联盟并参加中国共产党；1938年参军并官至新四军中国人民解放军第三野战军24军副政委；1953年接替夏衍成为上海市委宣传部部长；1955年被批判为“胡风份子”，从此陷入无休止的批斗和监禁中；1968年4月，他被殴打致死。而她的母亲则是朱微明，曾是新四军《先锋报》主编，后调任为《大公报》记者；解放后在上海电影译制厂工作。
由于受到其父亲案件的牵连，彭小莲和她的兄姐们在1969年或被抓捕、或被发配到其他省份，而彭小莲则被派往江西省插队。
1978年，返回上海的彭小莲考入北京电影学院，并和陈凯歌、田壮壮、李少红等人成为当年导演本科班的学院。在毕业后，彭小莲也和陈凯歌、张艺谋等人被归类为中国第五代导演。

### 职业生涯

#### 初出茅庐
1982年，彭小莲从北京电影学院毕业并分配至上海电影制片厂，并在那里从事场记的工作。1986年，彭小莲完成了她的导演处女作，一部儿童电影——《我和我的同学们》。这部电影让彭小莲获得了“童牛奖”优秀儿童少年故事片奖和优秀故事片导演奖，以及“金鸡奖”最佳儿童故事片奖。
随后，彭小莲的第二部电影作品《女人的故事》在1988年上映。这是一部讲述中国在改革开放初期，三个从未离开过家乡农村妇女决定离乡外出挣钱的故事。电影因彭小莲的强烈女性主体思想和对当时社会根源问题的批判而获得赞誉，并走出国门在8个国际电影节放映，还荣获了12届法国国际妇女电影节评审团大奖、夏威夷国际电影节观众评选最佳影片奖。同时因为这部电影，彭小莲与日本纪录片大师小川绅介结缘。

#### 美国进修
1989年，获得洛克菲勒奖学金的彭小莲前往纽约大学电影学院进修艺术创作硕士学位课程，并于1996年毕业。
在美国进修的这段时间里，彭小莲并没有独立完成一部电影。但是她所创作的剧本《艰难的谎言》却获得了鹿特丹电影节最佳剧本。期间彭小莲曾经尝试拍摄一部纪录片——《我的日本梦》——来作为她的硕士毕业作品。但是这个纪录片的拍摄计划因为主要支持者小川绅介的去世而搁浅。1992年，因小川绅介遗孀的请求，彭小莲替小川绅介完成其遗作《满山红柿（上山 柿と人とのゆきかい）》的后期工作。
尽管在美国纽约的日子里，彭小莲没有拍摄电影，但是这段经历却对她有着深刻的影响。她将这段日子的经历写成了小说，而这些作品收录在她的小说集《回家路上》。

#### 再返上海
1996年，彭小莲毕业之后返回上海。再返上海之后，她成为一位签约导演，游离于当时中国影视制作的体制之外。同时，她也在尝试一些独立电影的制片工作。同年，彭小莲参与改编的电影《我也有爸爸》上映，获得极大成功。同年，她与朱斌联合执导的悬疑题材电影《犬杀》上映。
1998年，为纪念上海解放50周年，彭小莲拍摄了电影《上海纪事》，这部电影获得了次年的华表奖最佳故事片奖。
2002年，受到新概念作文大赛中获奖作品《站在十几岁的尾巴上》的启发，彭小莲拍摄了电影《假装没感觉》，这部作品开启了彭小莲“上海三部曲”的序幕。2004年，彭小莲拍摄了“上海三部曲”的第二部《美丽上海》。这部作品为她赢得了金鸡奖最佳导演。2006年，“上海三部曲”的最后一部《上海伦巴》上映。这部电影是基于赵丹和他的妻子黄宗英的故事所改编。
2018年，彭小莲最后一部电影《请你记住我》上映。
再返上海之后，彭小莲除了拍摄剧情片之外，也致力于纪录片的拍摄。受其父母的影响，彭小莲从1996年开始筹拍有关受胡风反革命集团案牵连而在文化大革命时期受到批斗人士的纪录片《红日风暴》。该片从2003年开始拍摄，直至2009年完成剪辑。在彭小莲去世前，她曾想过拍摄一部纪录片，但最后没有开机。
这段时期彭小莲除了参与电影的拍摄和制作之外，也继续创作文学作品。2017年，《胶片的温度》获“上海文学奖”，《书斋外的学者》获“钟山文学奖”。

## 奖项荣誉
| 获奖年份 | 电影奖 / 电影节    | 提名门类             | 被提名作品         | 被提名人 | 结果 | 备注          |
| -------- | ------------------ | -------------------- | ------------------ | -------- | ---- | ------------- |
| 1987年   | 童牛奖             | 优秀儿童少年故事片奖 | 《我和我的同学们》 | 不適用   | 獲獎 | [ 13 ]        |
| 1987年   | 童牛奖             | 优秀故事片导演奖     | 《我和我的同学们》 | 彭小莲   | 獲獎 | [ 13 ]        |
| 1987年   | 金鸡奖             | 最佳儿童故事片奖     | 《我和我的同学们》 | 不適用   | 獲獎 | [ 13 ]        |
| 1990年   | 都灵国际青年电影节 | 都灵城市奖最佳故事片 | 《女人的故事》     | 不適用   | 提名 | [ 18 ]        |
| 1998年   | 华表奖             | 优秀故事片奖         | 《上海纪事》       | 不適用   | 獲獎 | [ 14 ]        |
| 2002年   | 开罗国际电影节     | 金字塔奖             | 《假装没感觉》     | 彭小莲   | 提名 | [ 18 ]        |
| 2002年   | 南特影展           | 金热气球奖           | 《假装没感觉》     | 不適用   | 提名 | [ 18 ]        |
| 2003年   | 华语电影传媒大奖   | 中国大陆最佳导演     | 《假装没感觉》     | 彭小莲   | 提名 | [ 18 ]        |
| 2004年   | 金鸡奖             | 最佳导演             | 《美丽上海》       | 彭小莲   | 獲獎 | [ 18 ]        |
| 2004年   | 金鸡奖             | 最佳编剧             | 《美丽上海》       | 彭小莲   | 提名 | [ 18 ]        |
| 2004年   | 上海国际电影节     | 金爵奖最佳影片       | 《美丽上海》       | 不適用   | 提名 | [ 18 ]        |
| 2004年   | 上海影评人奖       | 最佳导演             | 《美丽上海》       | 彭小莲   | 提名 | [ 18 ]        |
| 2017年   | 平遥国际电影节     | 首映单元最受欢迎影片 | 《请你记住我》     | 不適用   | 獲獎 | [ 18 ]        |
| 2017年   | 蒙特利尔世界电影节 | 中国电影竞赛单元     | 《请你记住我》     | 不適用   | 提名 | [ 20 ]        |
| 2019年   | 青年电影手册奖     | 年度十大华语电影     | 《请你记住我》     | 不適用   | 提名 | [ 18 ] [ 21 ] |